# Aeropuerto Meadows Field
El Aeropuerto Meadows Field (IATA: BFL, OACI: KBFL, FAA LID: BFL) es un aeropuerto público en el Condado de Kern, tres millas al noroeste del centro de Bakersfield. Es el principal aeropuerto del área de Bakersfield, y uno de los dos aeropuertos internacionales en el Valle de San Joaquín. También conocido como Kern County Airport #1, está en Oildale, California.
Los registros de la Administración Federal de Aviación muestran 141,847 embarques (salidas) de pasajeros en el año natural 2008, 103,067 en 2009 y 111,699 en 2010. El Plan Nacional de Sistemas Aeroportuarios Integrados para el período 2011–2015 lo clasificó como un aeropuerto de servicio comercial principal (más de 10,000 embarques por año).

## Historia
La aviación ha sido vinculada al condado de Kern durante casi toda de la existencia de la industria. En el año 1891 Charles Howard ascendió hasta 1000 pies (300 metros) en un globo aerostático. Procedió a saltar y aterrizar sin incidentes con un paracaídas que él mismo había diseñado y construido. Para el año 1910, tan solo siete años después del primer vuelo por aeronave de los hermanos Wright, comenzaron a llegar aeronaves al condado. Las trajo Glen Curtiss (junto con el Consejo de comercio del condado de Kern). El primer vuelo en el área lo hizo Charles Hamilton.
Bakersfield en aquel entonces tenía dos aeropuertos. El campo aéreo más prominente se ubicaba en las calles Sacramento y Monterey en el este de Bakersfield (en aquel entonces, eran campos mayormente vacíos). Se llamaba Bernard Field (el campo Bernard) y lo operaba el Pacific Aero Club. El campo llegaría a ser una parada para el correo aéreo de Estados Unidos de 1923 a 1926 (cuando se mudó a Meadows Field). Otro aeródromo estaba situado en los Panorama Bluffs (Los riscos Panorama) en el noreste de Bakersfield donde hoy está Greenlawn Mortuary (la morgue Greenlawn).
Con el desarrollo de los servicios aéreos comerciales, Bakersfield necesitaba un aeropuerto comercial construido especialmente para este fin. En el año 1926 la Cámara de comercio del condado de Kern construyó y operó un aeropuerto nuevo que se llamaba Kern County Airport n.º 1 (Aeropuerto del condado de Kern núm.1). Originalmente en la intersección de U.S. Route 99 (la carretera 99 de EE. UU.) y la calle Norris, el año siguiente se mudó una milla al este de su ubicación actual.  La instalación original tenía una pista de aterrizaje, una terminal y algunos hangares y otros edificios. En 1935 el condado de Kern llevó el aeropuerto de la Cámara de comercio. Era el primer aeropuerto del país perteneciente.
En el septiembre de 1939, estalló la guerra en Europa, provocando al Congreso a asignar $40 millón para el Development of Landing Areas for National Defense (DLAND, por sus siglas en inglés) (El desarrollo de aéreas de aterrizaje para la defensa nacional). Bajo el DLAND, los secretarios de guerra, comercio y la fuerza naval aprobaron gastos para aeropuertos. Para 1941 el Army Air Corps (el cuerpo de ejército aéreo) había empezado a destinar fondos a Meadows Field para mejoras que incluirían la operación de torres de control.
Hacia finales de 1943 las United States Army Air Forces (Las fuerzas aéreas de EE. UU.) adquirieron derechos de uso a Meadows Field. Se puso bajo la jurisdicción del IV Fighter Command. El Night Fighter Operational Training Group 481 (NFOTG, por sus siglas en inglés) usó la instalación como parte de la Army Air Forces Night Fighter School (Escuela para combatientes del ejército de fuerzas aéreas), que había sido trasladada de Florida a Hammer Field, California. Meadows Field se usó como aeródromo auxiliar para entrenamiento y la escuela manejó una combinación de Havocs Douglas A-20 modificados para operaciones nocturnas, designados P-70, un prototipo nuevo YP-61 Black Widow para cazas nocturnos.
Entre el 1 de marzo y el 12 de julio de 1944, el 427th Night Fighter Squadron (427.o escuadrón de cazas nocturnos) entrenó en Meadows Field; el 549th Night Fighter Squadron (549.ª escuadrón de cazas nocturnos) entrenó allí entre  julio y octubre del año 1944. Además, vuelos de P-61 de los escuadrones de cazas nocturnos 426, 547, 548 y 550  llegaban y salían de Meadows Field durante el año 1944 como parte del entrenamiento antes de su despliegue a unidades de combate, en mayor parte en el Pacífico y el teatro de CBI (China, Burma, India).
Después de la Segunda Guerra Mundial el aeropuerto Meadows Field volvió a ser comercial. A mediados de los años 50s, el condado de Kern modernizó el aeropuerto. El terreno fue comprado y se construyeron nuevas instalaciones; en 1957 una nueva terminal y torre de control se construyó en la zona este de la pista de despegue. Ese mismo año el condado cambió el nombre del aeropuerto a Meadows Field (por decisión unánime el 6 de agosto de 1957), en conmemoración de Cecil Meadows. Quien fue el director del aeropuerto de 1935 a 1957, aunque se ausentó de su cargo durante la Segunda Guerra Mundial mientras fue piloto en las fuerzas armadas estadounidenses. Él también fue quien promovió su modernización y logró que el condado comprara el aeropuerto.
El aeropuerto tuvo un incremento en sus vuelos comerciales durante la época de 1950 y 1960; en 1975 el número anual de pasajeros llegó a 97.000. Pero ese crecimiento terminó con una ley de desregulación por parte del gobierno en 1978 la cual afectó al aeropuerto. Sin embargo, los aeropuertos aledaños tuvieron un aumento en su número de pasajeros anuales. En su mayor parte el servicio aéreo impactó completamente al aeropuerto de Meadows Field que favoreció a otros aeropuertos como Los Ángeles International Airport (aproximadamente a 120 millas (190 km) al sur.) La ciudad de Bakersfield y el condado de Kern lucharon para prevenir la reducción del servicio aéreo mediante el trámite de una demanda; sin embargo, la decisión de la corte se inclinó en favor del gobierno federal y los aeropuertos cercanos con más prestigio. El número anual de pasajeros disminuyó un 59% de 147.866 en 1978 a 60.958 en 1981 (aunque el siguiente año se vio un ligero incremento a 90.000). El servicio en algún momento se mantuvo en un promedio de 12.000 pasajeros anuales entre los años 1980 y 2000.
Los vuelos ofrecidos eran costosos comparados con los precios de aeropuertos cercanos, y normalmente los horarios de vuelos eran inconvenientes. Además, el servicio era inconsistente, con aerolíneas que no ofrecían el mejor servicio para los costosos precios de los boletos que se ofrecían. Durante la misma época, la región vio un incremento en la población, durante la cual la ciudad de Bakersfield aumentó un 134%, y el condado de Kern aumentó un 64%. Pero, a pesar de eso, el aeropuerto no fue beneficiado y no se logró generar un crecimiento en su número de pasajeros anuales. Salvo el alargamiento de la pista principal para facilitar el vuelo de los aviones comerciales de fuselaje ancho en 1987, no se hicieron muchas modificaciones al aeropuerto Meadows Field durante esa época.

## Instalaciones
El Aeropuerto Meadows Field cubre 549 ha) (1,357 acres) a una altitud de 155 m (510 pies). Tiene dos pistas de aterrizaje: 12L/30R de 3,309 x 46 m (10,855 por 150 pies) y 12R/30L de 2,348 x 30 m (7,703 por 100 pies).
La pista principal, 12L-30R, es la más larga del Valle de San Joaquín. Se clasifica como una pista comercial D-IV, pero puede manejar Boeing 747s. La otra pista, 12R-30L, es una pista de aviación general B-II. Aunque solo se requieren 75 pies de ancho para esta clasificación, la pista es 25 pies más ancha para permitir que sirva como una pista alternativa para turbohélices y jets regionales.
En el año que finalizó el 28 de febrero de 2011, el aeropuerto había tenido 131,102 operaciones de aeronaves, con un promedio de 359 por día: 90% de aviación general, 8% de taxi aéreo, 2% aerolínea y <1% militar. 219 aviones estaban basados en el aeropuerto: 94% monomotor, 4% multimotor y 2% helicóptero.

## Terminales

### Terminal William M. Thomas (nacional)
La terminal Terminal William M. Thomas tiene cuatro puertas: 2, 3, 5 y 6 (la Puerta 6 está en la planta baja) y alberga todos los vuelos comerciales en el aeropuerto. La terminal también contiene una tienda de regalos Omni Goods y un restaurante Blimpie. Las características de la terminal incluyen una rotonda con diseño de piso de punto de brújula y un modelo a escala del Spaceship One (que voló de Mojave a unos 80 km (50 millas) al este de Bakersfield). También está construido en una colina, lo que permite que todos los servicios de pasajeros estén en el segundo nivel, mientras que los servicios del aeropuerto están en el primero. La terminal se construyó en 2006 a un costo de $33.8 millones y fue diseñada por Odell Associates, Inc.

### Terminal Aérea del Condado de Kern (internacional)
La terminal aérea del condado de Kern se construyó en 1957 y ha estado cerrada desde 2008, cuando la única aerolínea, Mexicana, finalizó los vuelos internacionales programados. La Aduana de los Estados Unidos adyacente permanece abierta y procesa tanto los vuelos chárter internacionales como la carga internacional.
La terminal manejó todos los vuelos de la aerolínea hasta que la Terminal William M. Thomas se inauguró en 2006. La Terminal Aérea del Condado de Kern se sometería a una renovación de $1 millón y se construiría una aduana de US $ 7 millones adyacente.
La terminal tenía un motel, "Skyway Inn", y un restaurante, "Skyway Steakhouse". Ambos cerraron luego de la desaceleración del aeropuerto después de los atentados del 11 de septiembre de 2001 y fueron demolidos en 2005.

## Aerolíneas y destinos

### Pasajeros
| Aerolíneas        | Destinos                              |
| ----------------- | ------------------------------------- |
| American Airlines | Dallas/Fort Worth, Phoenix–Sky Harbor |
| American Eagle    | Phoenix–Sky Harbor                    |
| United Express    | Denver, San Francisco                 |

### Carga
| Aerolíneas                        | Destinos                          |
| --------------------------------- | --------------------------------- |
| Ameriflight                       | Burbank, Ontario, San Luis Obispo |
| FedEx Feeder operado por West Air | Ontario                           |

## Estadísticas

### Tráfico anual
Tráfico anual de pasajeros en el Aeropuerto de Bakersfield
|                                 | Pasajeros |
| ------------------------------- | --------- |
| 2001                            | 254,589   |
| 2002                            | 192,027   |
| 2003                            | 179,860   |
| 2004                            | 236,560   |
| 2005                            | 291,091   |
| 2006                            | 345,149   |
| 2007                            | 329,699   |
| 2008                            | 285,951   |
| 2009                            | 208,677   |
| 2010                            | 213,001   |
| 2011                            | 253,200   |
| 2012                            | 270,922   |
| 2013                            | 270,707   |
| 2014                            | 283,638   |
| 2015                            | 245,692   |
| 2016                            | 203,585   |
| 2017                            | 198,000   |
| 2018                            | 211,000   |
| 2019                            | 257,000   |
| 2020                            | 169,000   |
| 2021                            | 262,000   |
| 2022                            | 283,000   |
| 2023                            | 349,000   |
| 2024                            | 390,000   |
| Fuente:Aeropuerto Meadows Field |           |